# Frank Moser
Frank Moser (Baden-Baden, Alemanya Occidental, 23 de setembre de 1976) és un extennista alemany.
Va guanyar un títol de dobles en quatre finals disputades, i va arribar a ocupar el número 47 del rànquing de dobles.

## Palmarès

### Dobles: 4 (1−3)
| Llegenda (pre/post 2009)                                 |
| -------------------------------------------------------- |
| Grand Slams (0−0)                                        |
| Tennis Masters Cup / ATP Finals (0−0)                    |
| ATP Masters Series / ATP World Tour Masters 1000 (0−0)   |
| ATP International Series Gold / ATP World Tour 500 (0−0) |
| ATP International Series / ATP World Tour 250 (1−3)      |

| Títols per superfície |
| --------------------- |
| Dura (1−3)            |
| Gespa (0−0)           |
| Terra batuda (0−0)    |

| Resultat  | Núm. | Data                 | Torneig                   | Superfície | Parella            | Oponents                         | Marcador            |
| --------- | ---- | -------------------- | ------------------------- | ---------- | ------------------ | -------------------------------- | ------------------- |
| Finalista | 1.   | 2 d'agost de 2009    | Los Angeles, Estats Units | Dura       | Benjamin Becker    | Bob Bryan Mike Bryan             | 4−6, 6−7(2)         |
| Finalista | 2.   | 24 de juliol de 2011 | Atlanta, Estats Units     | Dura       | Matthias Bachinger | Alex Bogomolov Jr. Matthew Ebden | 6−3, 5−7, [8−10]    |
| Finalista | 3.   | 19 de febrer de 2012 | San Jose, Estats Units    | Dura (i)   | Kevin Anderson     | Mark Knowles Xavier Malisse      | 4−6, 6−1, [5−10]    |
| Guanyador | 1.   | 17 de febrer de 2013 | San Jose                  | Dura (i)   | Xavier Malisse     | Lleyton Hewitt Marinko Matosevic | 6−0, 6−7(5), [10−4] |

## Trajectòria

### Dobles
| Open d'Austràlia | A   | A   | A   | A    | A   | A     | 1R    | 1R    | A   | A   | A   | A   | 0 / 2 | 0 − 2 |
| Roland Garros | A   | A   | A   | 1R   | A   | A     | 1R    | 1R    | A   | 2R  | A   | A   | 0 / 4 | 1 − 4 |
| Wimbledon | A   | A   | A   | 2R   | Q1  | 2R    | 2R    | 2R    | A   | Q1  | Q1  | A   | 0 / 4 | 4 − 4 |
| US Open | A   | A   | A   | 1R   | A   | 2R    | 1R    | A     | A   | 1R  | A   | A   | 0 / 4 | 1 − 4 |
| Victòries−Derrotes | 0−2 | 1−3 | 6−5 | 4−13 | 0−5 | 12−12 | 19−21 | 10−14 | 2−7 | 3−9 | 3−4 | 0−0 | 60−95 | 60−95 |
| Rànquing a final d'any | 138 | 141 | 93  | 108  | 114 | 76    | 67    | 97    | 133 | 118 | 217 | −   |       |       |
| Llegenda: G: Guanyador; F: Finalista; SF: Semifinalista; QF: Quarts de final; Q: Qualificació; A: Absent; RR: Round Robin; |     |     |     |      |     |       |       |       |     |     |     |     |       |       |